# علم النفس التنموي التطوري
علم النفس التنموي التطوري هو نموذج بحثي يطبق المبادئ الأساسية للتطور الدارويني -مبدأ الاصطفاء الطبيعي على وجه الخصوص- من أجل فهم نمو وتطور السلوك والوعي البشريين. وهو يتضمن دراسة كل من الآليات الوراثية والبيئية التي تقع خلف تطور الكفاءات الاجتماعية والعقلية، بالإضافة إلى العمليات التخلقية (التفاعل بين المورثات والبيئة) التي تلائم هذه الكفاءات مع الشروط المحلية.
يأخذ علم النفس التنموي التطوري بعين الاعتبار كلًا من الصفات المميزة المحددة لكل جنس والمستمدة من علم التطور الجنيني، إضافة إلى الفوارق الفردية في السلوك من وجهة نظر تطورية. في حين تميل وجهات النظر التطورية إلى اعتبار معظم الفوارق الفردية نتيجة إما للضوضاء الوراثية العشوائية (التركات التطورية) و/أو الخصوصيات (مثل مجموعات الأقران والتربية والجوار والمقابلات العابرة)، بدلًا من كونها نتائج للاصطفاء الطبيعي، يؤكد علم النفس التنموي التطوري أن الاصطفاء الطبيعي يمكن أن يفضل ظهور الفوارق الفردية من خلال «المطاوعة التنموية التكيفية». من هذا المنطلق، يتبع النمو البشري استراتيجيات متغيرة في مسار الحياة تبعًا للتغيرات البيئية، بدلًا من اتباع نموذج تطوري نمطي محدد لكل نوع.
يرتبط علم النفس التنموي التطوري بشكل وثيق بالإطار النظري لعلم النفس التطوري، لكنه يختلف عنه في عدد من المجالات، من ضمنها مجال تركز البحث العلمي (يركز علم النفس التنموي التطوري على عمليات التلاؤم في التطور الجنيني على عكس عمليات التلاؤم بعد سن البلوغ)، وأخذ عوامل التطور الجنيني والعوامل البيئية بعين الاعتبار (مثل كيفية حدوث النمو والتطور)، إضافة إلى عوامل نهائية إلى حد ما (مثل أسباب حدوث التطور) والتي تُعد مجال تركيز دراسات علم النفس التطوري العام.

## التاريخ

### النمو والتطور
كما هو الحال في علم النفس التطوري العام، يعود علم النفس التنموي التطوري بجذوره إلى نظرية داروين للاصطفاء الطبيعي. حتى أن داروين بنفسه أكد على أهمية النمو، باستخدام عملية التطور الجنيني كدليل لدعم فرضيته، إذ ذكر في كتاب نشأة الإنسان والانتقاء الجنسي:
«ينمو الإنسان من بويضة.. والتي لا تختلف من أية ناحية عن بويضات بقية الحيوانات، حتى أن الجنين بحد ذاته في فترة تشكله المبكرة من الصعب أن يُفرّق عن تلك العائدة إلى أفراد آخرين من مملكة الفقاريات».
نشر داروين ملاحظاته الخاصة حول نمو أحد ولديه في عام 1877، مدونًا نمو الطفل العاطفي والأخلاقي واللغوي.
بالرغم من هذا التأكيد على عمليات النمو، لكن النظرة العامة لنظريات التطور ونظريات النمو لطالما كانت تعتبرهما مجالين مختلفين أو حتى متعارضين. منذ ظهور الاصطفاء التطوري الحديث، أصبحت نظرية التطور «مرتكزة على الجينات» بشكل أساسي، أما عمليات النمو فأصبح ينظر إليها على أنها عرضية. يتضح هذا التحول في تقييم عالم الأحياء التطوري ريتشارد دوكنز للنمو عام 1973 بقوله: »إن تفاصيل عمليات التطور الجنينية مهما كانت مثيرة للاهتمام، فهي غير مهمة بالنسبة إلى الاعتبارات التطورية». بشكل مشابه اعتبر عالم الأحياء الاجتماعي إدوارد أوسبورن ويلسون جميع أشكال تنوع الناتج عن النمو الجنيني «ضجيجًا تنمويًا».
نتيجة هذا التحول في وجهات النظر انتقل اهتمام العديد من علماء الأحياء المهتمين بمواضيع مثل علوم الجنين وأنظمة النمو إلى فرع علم الأحياء التنموي التطوري.

### وجهات النظر التطورية في علم النفس التنموي
بالرغم من تهميش دور النمو في مجال النظرية التطورية، لكن علم النفس التنموي الباكر كان متأثرًا بالتطور. قامت كل من نظرية التطور لداروين من جهة، ومبادئ كارل إرنست فون باير في النمو الجنيني بتشكيل أولى الأفكار عن علم النفس التنموي. كان رائد مجال علم نفس الأطفال فيلهيلم ت. براير متأثرًا إلى حد كبير بأعمال داروين، وقارب عملية النمو العقلي للأطفال من وجهة نظر تطورية.
لكن تأثير نظرية التطور أن حديثه حول علم النفس التنموي كان محدودًا بشكل عام، حتى أن بعض الباحثين يرون أن تأثيرها المبكر بحد ذاته كان محدودًا.
لطالما كان علم النفس التنموي -كما هو حال علوم الاجتماع بشكل عام- معارضًا للأفكار التنموية للتطور (مع بعض الاستثناءات المشهورة مثل أعمال جون بولبي حول نظرية التعلق). فالمقاربات التطورية لسلوك الإنسان كانت -ولا تزال إلى حد ما- تعتبر شكلًا من أشكال الحتمية الوراثية متجاهلة دور الثقافة والخبرات المتراكمة في تشكيل السلوك البشري.
إحدى مجموعات علماء النفس التنمويين الذين تبنوا وجهات النظر التطورية يفترضون أن الأطفال يمتلكون أساسًا الآليات العقلية التي تسمح لهم بالحصول على المعلومات الضرورية مثل اللغة.

### علم النفس التنموي التطوري
يمكن النظر إلى علم النفس التنموي التطوري على أنه إطار نظري أكثر تركيزًا مشتق من مجال أوسع هو علم النفس التطوري. إذ أن التيار الرائج من علم النفس التطوري توسع خارج الحركات الباكرة التي طبقت مفاهيم علم الأحياء التطوري لفهم العقل والسلوك، مثل علم الأحياء الاجتماعي وعلم السلوك وعلم البيئة السلوكي، مختلفًا عن هذه المقاربات الباكرة بكونه يركز على تحديد عمليات التكيف النفسية بدلًا من السلوك التكيفي.
بينما تتوافق نظرية علم النفس التنموي التطوري مع علم النفس التطوري الرائج، تتميز عنه بالجهد الفعال للموافقة بين نظريتي التطور والنمو. تختلف نظرية علم النفس التنموي التطوري عن علم النفس التطوري الرائج في كل من درجة الأهمية الملقاة على دور البيئة في التأثير على السلوك، وفي الآلية التي شكل بها التطور نمو علم النفس البشري.
يؤكد مناصرو علم النفس التنموي التطوري أن علماء النفس التطوريين -بينما يعترفون بدور البيئة في تشكيل السلوك ويبنون ادعاءات لمدى تأثيرها- نادرًا ما يكوّنون نماذج صريحة (مثل التوقعات حول كيفية تحوير البيئة للسلوك) في سبيل دعم ادعاءاتهم. يسعى علم النفس التنموي التطوري لتمييز نفسه عن علم النفس التطوري الرائج بهذه الطريقة من خلال تبني مقاربة الأنظمة التنموية، والتأكيد على أن عمل مستوى واحد من التنظيم (مثل المستوى الجيني) يؤثر على التنظيم في مستويات مجاورة له.
يشير واضعو نظريات الأنظمة التنموية مثل روبرت ليكليتر إلى أن نتائج النمو وراثية، أو ناتجة عن التأثير الخارجي على العوامل الوراثية في الوقت ذاته، وقد انتقدوا وجهة النظر الوراثية الصارمة حول التطور.
لكن بعض الكتاب فنّدوا الادعاء القائل بأن علماء النفس التطوريين المتبنين للتيار الرائج لا يدمجون النظرية التنموية في بناء أنظمتهم النظرية، وقد أمعنوا التشكيك في قيمة نظرية الأنظمة التنموية.
إضافة إلى ذلك، يؤكد خبراء علم النفس التنموي التطوري على أهمية البحث العلمي في النمو النفسي والسلوك خلال فترة الحياة ككل. يميز رواد علم النفس التنموي التطوري عملهم عن ذلك العائد إلى علماء التيار الرائج من علم النفس التطوري، الذي يقولون إنه يركز بشكل أساسي على البالغين، وخصوصًا على السلوكيات المتعلقة بالنشاط الاجتماعي والتزاوج.
عمل علماء النفس التنمويون التطوريون لدمج النظريتين التنموية والتطورية، في محاولة لتصنيع مزيج منهما دون تجاهل الأسس النظرية لأي منهما. هذا الجهد ظاهر في أنواع الأسئلة التي يطرحها الباحثون العاملون في مجال علم النفس التنموي التطوري؛ بالإشارة إلى مجموعات أسئلة نيكولاس تينبرغن الأربعة، غالبًا ما يركز علم النفس التطوري على أسئلة «لماذا» التطورية، بينما يحاول علم النفس التنموي التطوري دمج الأسئلة القريبة «كيف» مع الافتراض القائل بأن الوصول إلى فهم أوسع للمجموعة السابقة من الأسئلة سوف يعطي فكرة حول المجموعة اللاحقة.